# Alfradis von der Borch
Alfradis von der Borch († 27. April 1534 in Gehrden) war eine deutsche Nonne. Sie war von 1512 bis 1527 Äbtissin des Klosters Kaufungen in Kaufungen in Nordhessen und danach bis zu ihrem Tod Titular-Äbtissin des 1527 aufgehobenen Klosters. 
Sie stammte aus dem in Langendreer ansässigen Zweig des westfälischen Adelsgeschlechts derer von der Borch; sie war eine Enkelin des Arndt von der Borch, der 1448 durch seine Heirat mit der Erbtochter Bate von Dreer Herr von Langendreer geworden war.
Alfradis war bis März 1509 Nonne im Benediktinerinnen-Kloster Gehrden, das seit 1474 der Bursfelder Kongregation angehörte. Dann wurden sie und ihre ältere Schwester Anna mit sechs weiteren Nonnen von Gehrden nach Oberkaufungen versetzt, um dort das bisher weltliche Damenstift in ein Kloster der Bursfelder Kongregation umzuwandeln. Eine Visitation im Februar 1509 hatte Lebensstil und Kleidung der 1504 gewählten Äbtissin Elisabeth von Plesse († 1527) bemängelt und sie, da sie das benediktinische Ordensgelübde nicht abzulegen bereit war, zum Amtsverzicht genötigt. Sie trat bald darauf als einfache Nonne in das Zisterzienserinnen-Kloster Höckelheim ein. 
Anna von der Borch wurde am 2. April 1509 zur Äbtissin gewählt, lebte aber nur noch drei Jahre. Ihr folgte nach ihrem Tod am 25. November 1512 ihre Schwester Alfradis als Äbtissin. In deren Amtszeit fielen zwei bedeutsame Entwicklungen: die Rückkehr der ehemaligen Äbtissin Elisabeth von Plesse als einfache Ordensschwester ins Kloster Kaufungen im Jahre 1519, und die Einführung der Reformation in der Landgrafschaft Hessen und die Auflösung des Klosters im Jahre 1527.
Gegen Ende des Jahres 1518 bat Elisabeth von Plesse die Äbtissin Alfradis in einem Brief um Aufnahme als Nonne in Kaufungen. Daraufhin wurde sie 1519 als einfache Ordensschwester aufgenommen und trug hinfort den Habit der Benediktinerinnen. Sie verzichtete auf die ihr im Jahre 1510 bewilligte Pension, erhielt dann aber vom Kloster jährlich 12 Gulden für besondere Bedürfnisse.
Schwerwiegender war die Einführung der Reformation in der Landgrafschaft Hessen durch Landgraf Philipp I. und die von ihm verfügte Auflösung des Klosters im Jahre 1527. 14 namentlich bekannte Laienschwestern verließen das Kloster mit Abfindungen, und 1528 ließen sich auch zwei der Kanonissen abfinden. Die verbliebenen Mitglieder des Konvents – darunter Alfridis, die Priorin Elisabeth Hake und die Kellnerin Helena Freseken – mussten 1531 Kaufungen verlassen und gingen, mitsamt dem Siegel des Klosters, zurück ins Kloster Gehrden. Der Besitz des Klosters Kaufungen wurde im Jahre 1532 von Landgraf Philipp, gemeinsam mit dem des Stifts Wetter, der Hessischen Ritterschaft zur Versorgung weiblicher Angehöriger dieser adligen Korporation übergeben. Die aus Kaufungen vertriebenen Nonnen fanden sich damit nicht ab, sondern betrieben von Gehrden aus die Rücknahme dieser Maßnahmen. Alfridis starb jedoch im April 1534, noch ehe dieser Kampf unter ihrer Nachfolgerin Helena Freseken in einem Prozess beim Reichskammergericht gegen Landgraf Philipp zwecks Rückgabe der Besitztümer und Rechte des Klosters Kaufungen gipfelte.